# Evangelische Kirche Rodheim (Hungen)

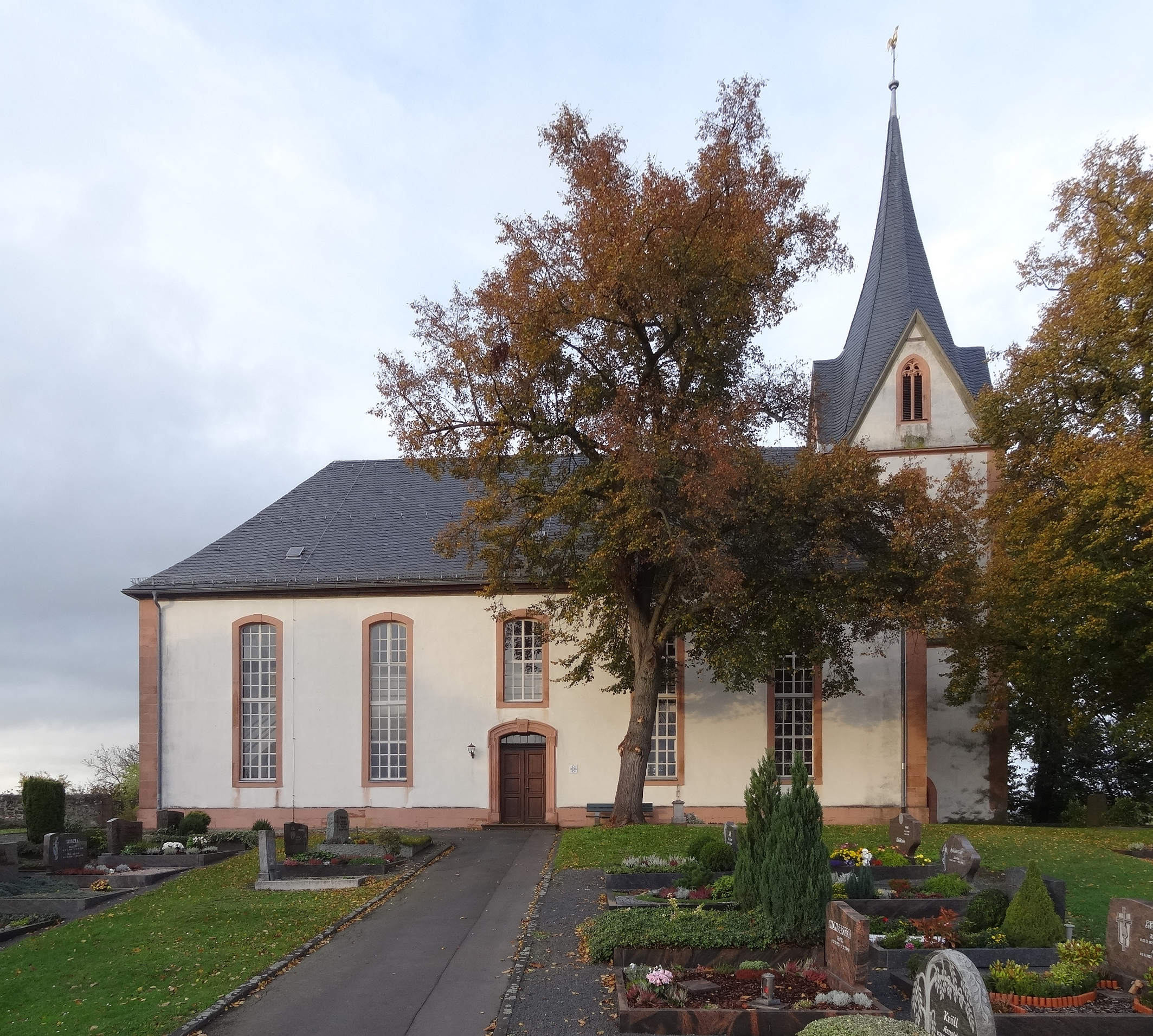
Südseite der Kirche

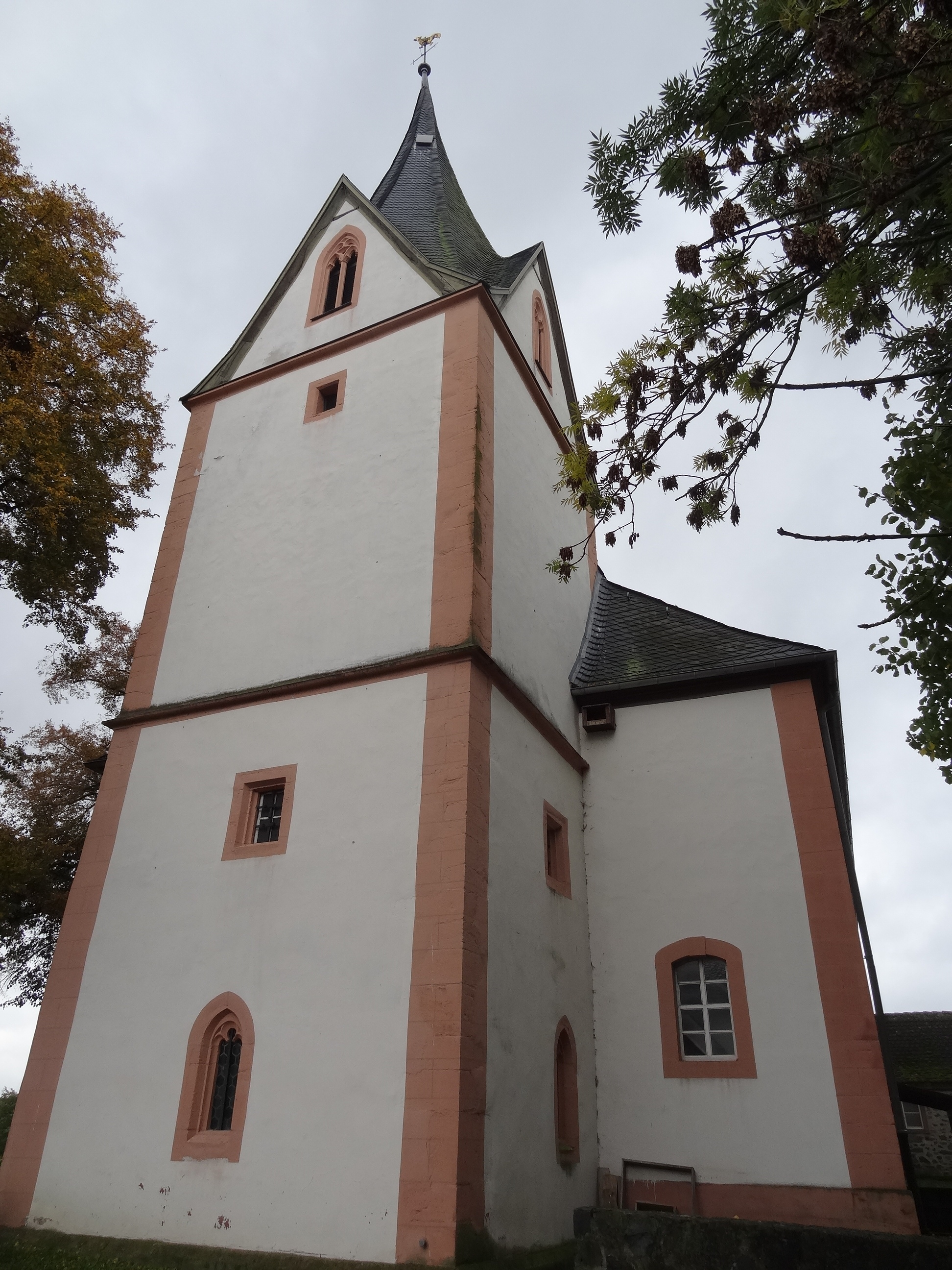
Mittelalterlicher Turm

Die Evangelische Kirche in Rodheim, einem Stadtteil von Hungen im Landkreis Gießen (Hessen), besteht aus zwei Baukörpern. Der romanische Chorturm wurde in der ersten Hälfte des 13. Jahrhunderts gebaut und hat vier steinerne Dreiecksgiebel und einen spätgotischen Spitzhelm. Die Saalkirche wurde 1776 fertiggestellt. Die auf einer Basaltkuppe erhöhte Kirche prägt das Ortsbild und ist hessisches Kulturdenkmal.
Die Kirchengemeinde gehört zum Dekanat Gießener Land in der Propstei Oberhessen der Evangelischen Kirche in Hessen und Nassau.

## Geschichte
In karolingischer Zeit gab es in Rodheim bereits eine Eigenkirche, die im Jahr 778 erwähnt wurde („ecclesiam … Et sextam quae est in Rhodaheim“). Der iro-schottische Abt Beatus von Honau übertrug sie in dieser Zeit seinem Kloster Honau. Mit sechs weiteren Kirchen im Raum Oberhessen bildete sie einen Teil einer Klosterkette. Bei einer Schenkungsurkunde aus dem Jahr 804 ist nicht eindeutig, ob sie sich auf Rodheim an der Horloff bezieht. Gesichert ist die Identität Rodheims hingegen in dem Register TRADITIONES ET ANTIQUITATES FULDENSES des Klosters Fulda aus dem ersten Viertel des 9. Jahrhunderts. Dort werden zwei Schenkungen aus Rodheim an das Kloster erwähnt.
Die (hölzerne) Kirche wurde im 11. Jahrhundert durch einen Nachfolgebau mit Nord-Süd-Ausrichtung abgelöst. Bis zum Jahr 1312 gehörte Rodheim zum Dekanat Södel, danach zum Dekanat Friedberg. Ein Pleban wird im Jahr 1315 erwähnt, um 1435 die Pfarrei. Die Kirchen von Langd, Steinheim und Graß unterstanden zu dieser Zeit Rodheim. Im ausgehenden Mittelalter gehörte Rodheim zum Archidiakonat St. Maria ad Gradus in der Erzdiözese Mainz. Die Kirche war dem heiligen Alban geweiht.
Mit Einführung der Reformation wechselte Rodheim in den 1530er Jahren zum protestantischen Bekenntnis. Als erster evangelischer Pfarrer ist Johannes Ulichius nachgewiesen, der hier bis zum Jahr 1542 und anschließend in Gießen wirkte. Sebastian Lesch war um 1548, Johannes Porsius 1592–1636 Pfarrer.
Im Pestjahr 1635 zerstörten die Schweden die Kirche bis auf die Grundmauern. Ein weiteres Mal brannte das Schiff 1646 aus. Das abgängige und zu kleine mittelalterliche Schiff wurde um 1700 abgetragen. Vermutlich fanden eine Sanierung des Turms und eine Aufstockung im Jahr 1761 statt, worauf eine Inschrift an einem Balken hinweist. Unter Leitung des Baumeisters Georg Veit Koch wurde an der Westseite ein neues Schiff angebaut und nach vier Jahren Bauzeit 1776 eingeweiht. Nach 1850 wurde ein schmaler Streifen im Osten des Schiffs durch eine Zwischenwand in Fachwerkbauweise abgetrennt, um Raum für eine Sakristei und zwei Patronatslogen zu schaffen.

## Architektur

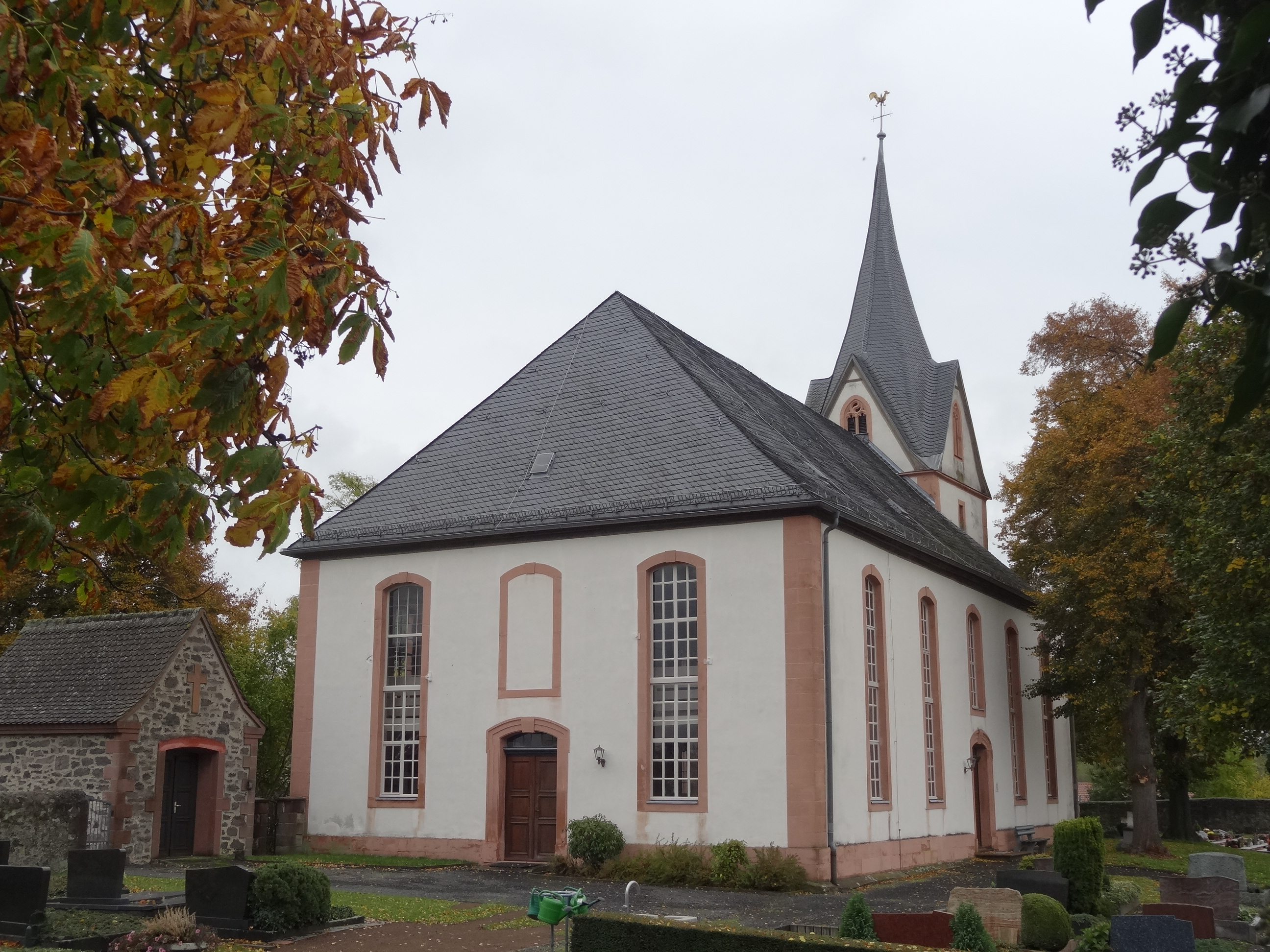
Kirche von Südwesten

Die annähernd geostete Kirche am nördlichen Dorfrand steht in einem ummauerten Friedhof erhöht auf einer Basaltkuppe. Ältester Teil ist an der Ostseite der romanische Turmschaft aus dem Anfang des 13. Jahrhunderts, der zu den ältesten im Landkreis Gießen zählt. Vier massiv gemauerte Dreiecksgiebel sind mit spätgotischen Maßwerkfenstern versehen und leiten in einen achtseitigen Spitzhelm über. Der leicht konkav geschweifte, verschindelte Helm wird von einem Turmknopf und einem schlichten Kreuz mit Wetterhahn bekrönt. Die kleinen spitzbogigen, gestuften Turmfenster mit geteiltem Maßwerk und Nonnenkopf im Untergeschoss stammen aus gotischer Zeit. Über ihnen sind an den drei freien Seiten kleine rechteckige Fenster eingelassen. Ein Gesims unterteilt die beiden Turmgeschosse. Das Obergeschoss hat an der Ost- und Südseite je ein sehr kleines rechteckiges Fenster.
In den langrechteckigen Saalbau mit hohem, verschindeltem Walmdach ist der Turm hineingezogen. Der massiv gemauerte, verputzte Bau wird durch zehn hohe Fenster mit flachen Stichbögen belichtet. An den drei freistehenden Seiten sind mittig Portale mit Sandsteinumfassung angebracht, darüber je ein kleines Fenster, das in halber Höhe ansetzt. Das Nordportal und das Fenster über dem Westportal sind zugemauert. Die Mauergliederungen und die Gewände der Fenster und Portale sind aus rotem Sandstein; nur die Fenster an der westlichen Giebelseite haben Umrahmungen aus graugelbem Sandstein.

## Ausstattung

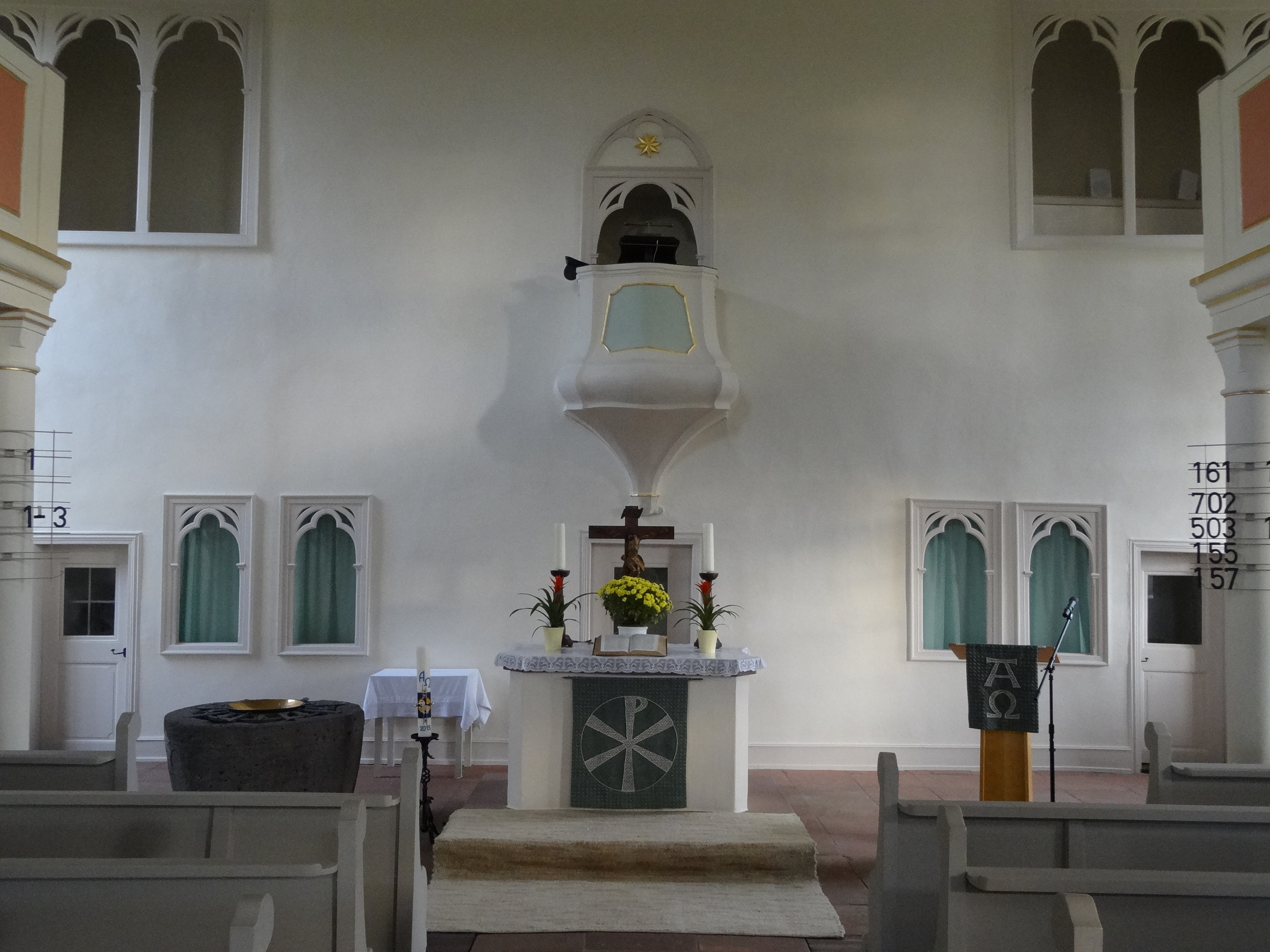
Blick nach Osten

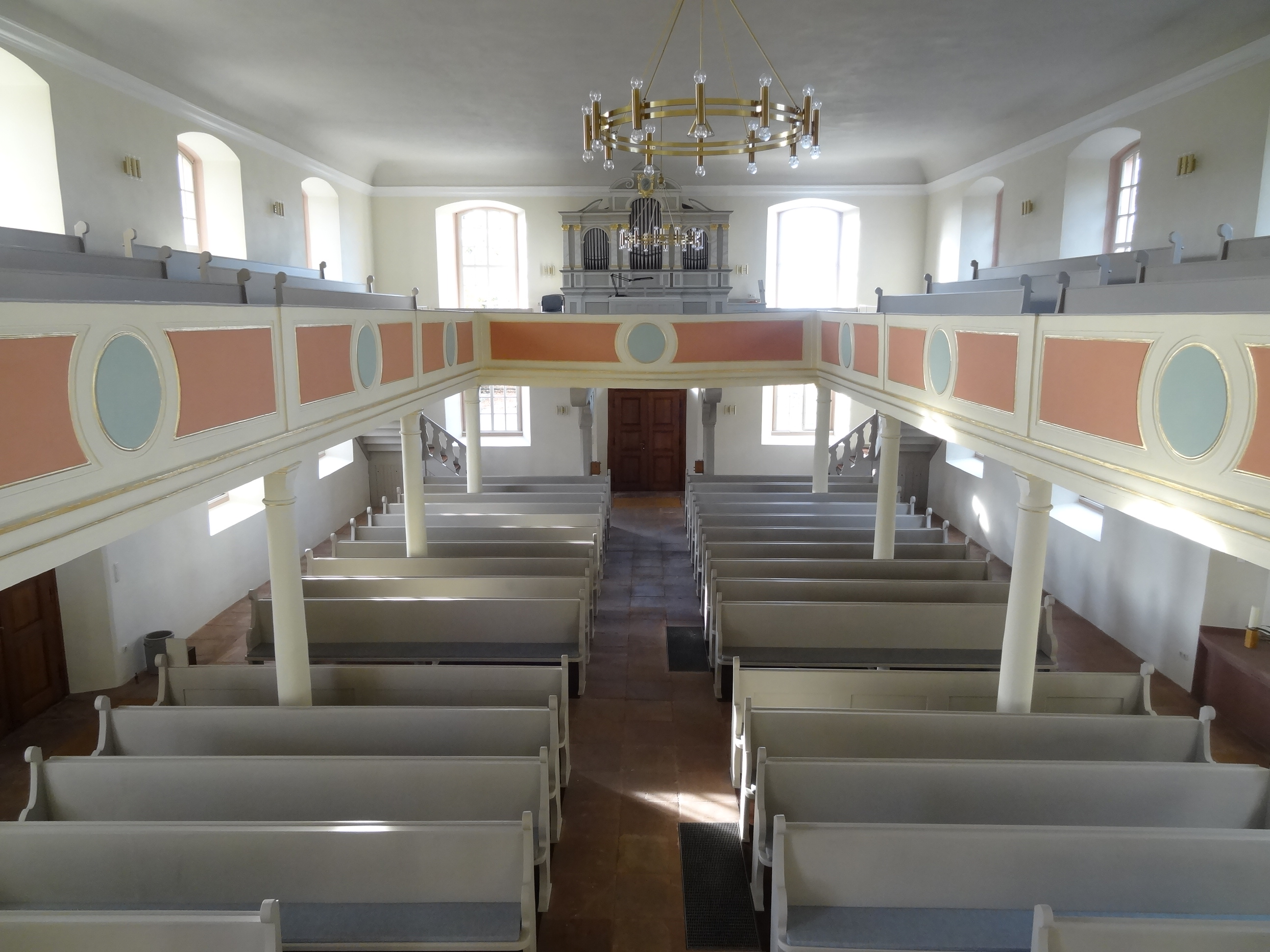
Blick nach Westen

Der kleine Chorraum (2,85 × 2,65 Meter) ist kreuzgewölbt. Die gekehlten Rippen ohne Konsolen enden in einem Schlussstein mit einem Schild, der mit einem Lamm belegt ist, das ein Kleeblatt im Maul trägt. An der Ostseite ist eine alte Piscina erhalten, in der Nordmauer eine schlichte Sakramentsnische. Der rundbogige Triumphbogen an der Südseite, an den sich das alte Schiff anschloss, ist seit 1776 vermauert. Eine spitzbogige Tür wurde aus der Zeit des Vorgängerbaus übernommen. Im ersten Turmgeschoss ist die alte, noch intakte Turmuhr erhalten.
Der Innenraum des Schiffs wird von einer flachen Decke abgeschlossen. Die Kirche ist entsprechend reformierter Tradition schlicht ausgestattet und bietet rund 500 Besuchern Platz. Die dreiseitig umlaufende Empore aus der Erbauungszeit ruht auf runden Holzpfosten und dient an der Westseite der Aufstellung der Orgel. Mittig in der sekundär eingezogenen Ostwand, die durch gotisierende Nischen durchbrochen ist, ist die glockenförmige Kanzel eingelassen. Davor steht ebenfalls auf der Mittelachse der Altar. Zwei hölzerne Treppen führen zum Turm hinauf, die eine wendelmäßig in schlichter Bauweise, die andere aus jüngerer Zeit in der Art einer stabilen Leiter.
Erhalten ist das romanische Taufbecken aus Lungstein mit Hufeisenfries. Es ist 0,72 Meter hoch und weist oben einen Durchmesser von 1,26 Meter auf.

## Orgel

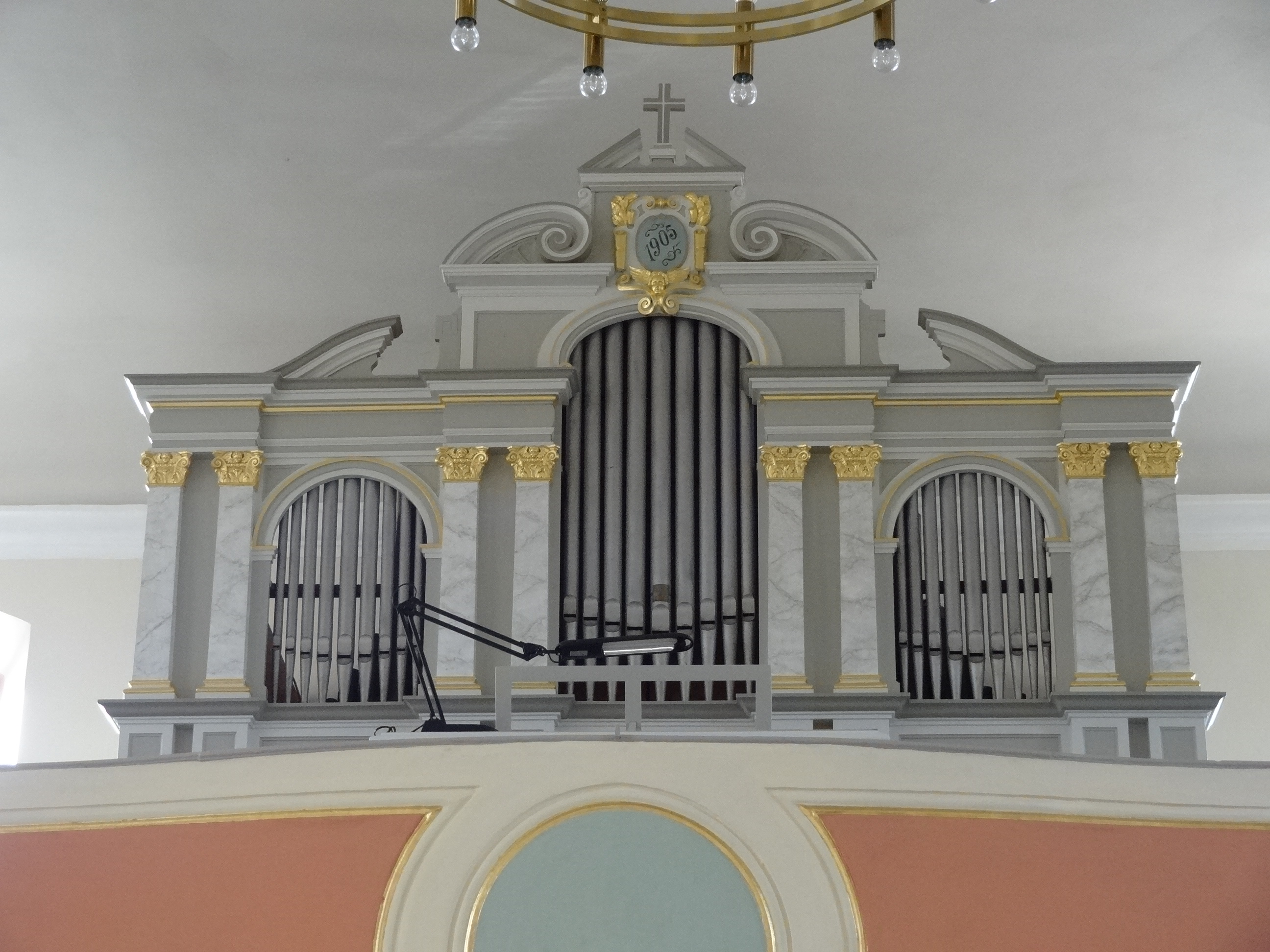
Orgel von 1905

Eine erste Orgel wurde 1743 von Johann Kaspar Grimm gebaut, die Johann Georg Förster 1877 reparierte. Im Jahr 1905 wurde die Firma Förster & Nicolaus mit einem Neubau beauftragt und errichtete das Werk als Opus 108 im selben Jahr. Heinrich Walbe verglich den Neubau im gleichen Jahr und bemängelte, dass das neue Gehäuse „eine akademisch steife Architektur“ zeige, bei dem „alle Pfeifen fast den gleichen Durchmesser und nur zwei oder drei verschiedene Längen“ haben. Er schrieb, das „neue Gehäuse hat keinerlei Beziehung zum Raum, zur Decke, die es mit der Spitze des Kreuzes fast berührt“. Der Prospekt wird durch doppelte Pilaster in drei rundbogige Pfeifenfelder gegliedert und der überhöhte Mittelturm durch einen hölzernen Aufsatz hervorgehoben. Das Instrument verfügt über 13 Register, die auf zwei Manuale und Pedal verteilt sind. Die Disposition lautet wie folgt:
| I Manual C–f3 |       |
| Prinzipal     | 8′    |
| Hohlflöte     | 8′    |
| Oktave        | 4′    |
| Rohrflöte     | 4′    |
| Prinzipal     | 2′    |
| Mixtur III    | 2 ⁄3′ |

| II Manual C–f3 |    |
| Gedackt        | 8′ |
| Salicional     | 8′ |
| Prinzipal      | 4′ |
| Flöte          | 2′ |

| Pedal C–d1 |     |
| Subbaß     | 16′ |
| Oktavbaß   | 8′  |
| Choralbaß  | 4′  |

- Koppeln: I/I Super, II/I, II/I Sub, I/P, II/P

## Glocken

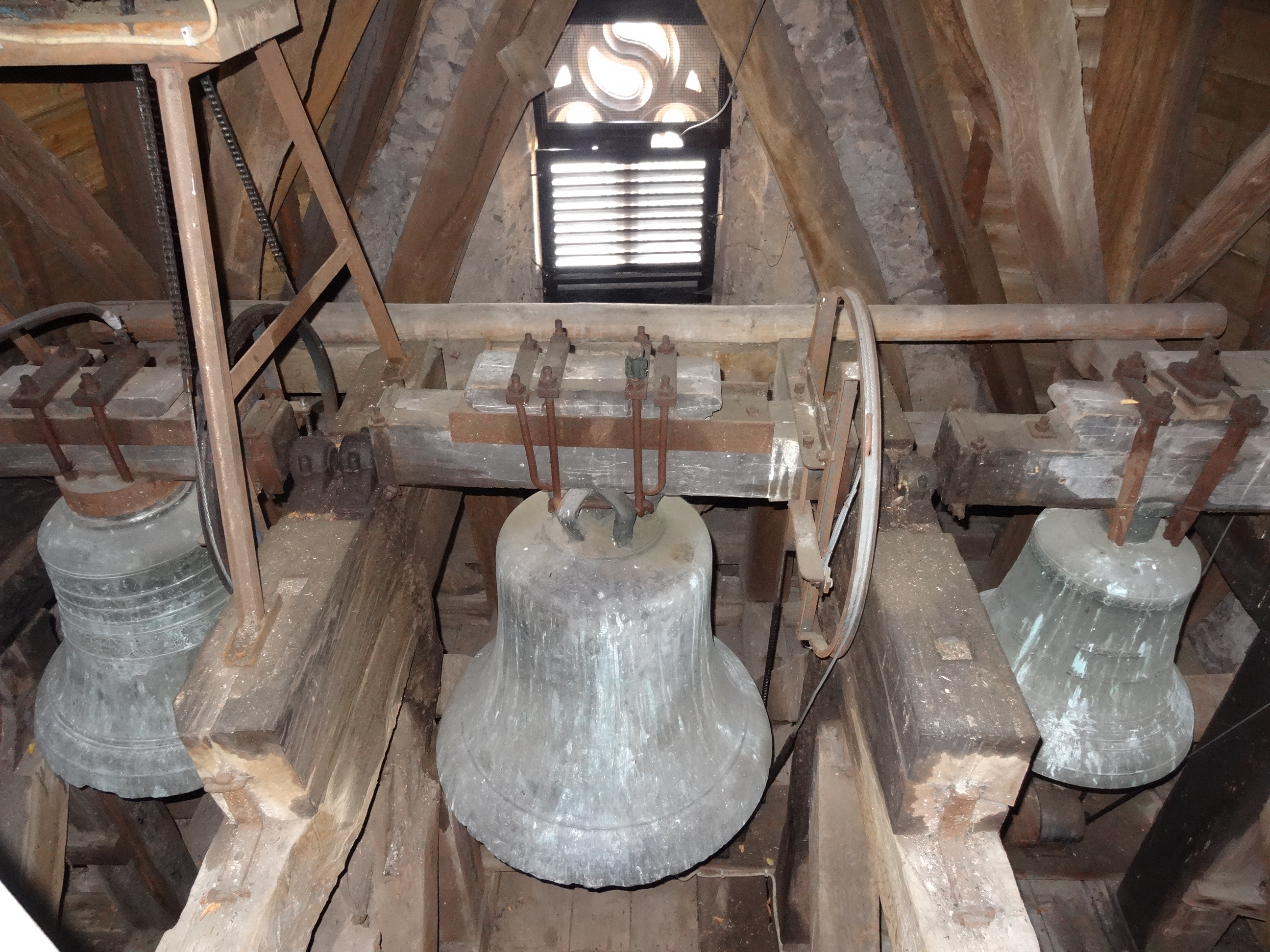
Dreiergeläut

Der Turm beherbergt ein Dreiergeläut. Die mittelalterliche Glocke aus Eisen ist ohne Inschriften und Verzierungen und hing ursprünglich wohl ein Stockwerk tiefer. Die Bach-Glocke wurde anlässlich des Kirchenneubaus gegossen. Eine 1902 gegossene Rincker-Glocke musste 1917 an die Rüstungsindustrie abgeliefert werden und wurde 1921 von derselben Firma ersetzt. Im Zweiten Weltkrieg wurden die Glocken von 1778 und 1921 konfisziert, entgingen aber dem Einschmelzen und gelangten 1947 von Hamburg wieder nach Rodheim zurück.
| Nr. | Gussjahr        | Gießer, Gussort             | Durchmesser (mm) | Schlagton | Inschrift |
| 1   | mittelalterlich |                             | 890              |           | |
| 2   | 1778            | Johann Philipp Bach, Hungen | 780              |           | „IN GOTTES NAHMEN FLOSS ICH JOHANN PHILIPP BACH VON HUNGEN GOSS MICH × ANNO × 1778“ [der Erzengel Michael als Drachtentöter im Halbrelief und zwei Engelsköpfe] |
| 3   | 1921            | Gebr. Rincker, Sinn         | 610              |           | „Lutherglocke gegossen im Erinnerungsjahr des Wormser Reichstags. Eine feste Burg ist unser Gott.“                                                              |